# Michael Schenker's Temple of Rock
Michael Schenker's Temple Of Rock es una banda fundada en 2011 por el guitarrista Michael Schenker, acompañado por su colega de MSG, Wayne Findlay, el exvocalista de Rainbow, Doogie White y los exmiembros de la agrupación de su hermano Rudolf, Scorpions; el bajista Francis Buchholz y el baterista Herman Rarebell. Originalmente la banda estaba integrada por el vocalista Michael Voss y el exbajista de UFO, Pete Way, con quienes grabó su álbum debut Temple of Rock, pronto se retiraron y fueron reemplazados por Doogie White, quien grabó la pista "Before The Devil Knows You're Dead", y por Francis Buchholz en 2012, integrando esta alineación hasta la actualidad. Michael Voss se desempeña como productor de la banda.
Con esta agrupación, Michael Schenker se acercó aún más hacia el sonido del heavy metal, en contraste con su banda previa Michael Schenker Group donde impera el hard rock, al considerar a Doogie White como un vocalista más apropiado para ese estilo. Asimismo, Schenker decidió centrarse únicamente en esta nueva banda, suspendiendo desde 2011 la actividad de MSG y lanzando los álbumes de estudio Temple of Rock (2011), Bridge the Gap (2013) y Spirit on a Mission (2015).

## Discografía
- Temple of Rock (2011)
- Bridge the Gap (2013)
- Spirit on a Mission (2015)

## Integrantes
Miembros actuales
- Michael Schenker - guitarrista líder (2011-presente)
- Doogie White - vocalista (2011, 2012-presente)
- Francis Buchholz - bajista (2012-presente)
- Herman Rarebell - baterista (2011-presente)
- Wayne Findlay - guitarrista rítmico, teclista (2011-presente)

Miembros pasados
- Michael Voss - vocalista (2011) productor (2011-presente)
- Pete Way - bajista (2011)